# Tragopogon dubius
Espèce
Statut de conservation UICN

 LC  : Préoccupation mineure
Tragopogon dubius, le Salsifis pâle, Salsifis majeur ou Salsifis douteux, est une espèce de plantes à fleurs de la famille des Astéracées.

## Statuts de protection, menaces
L'espèce n'est pas encore évaluée à l'échelle mondiale et européenne par l'UICN. En France, elle est classée comme non préoccupante .
Toutefois, localement, l'espèce est considérée comme vulnérable (VU) en Picardie, Haute-Normandie, Basse-Normandie, Champagne-Ardennes ; quasi menacée (NT), proche du seuil des espèces menacées ou qui pourraient l'être si des mesures de conservation spécifiques n'étaient pas prises, en Limousin.

## Liste des sous-espèces
Selon The Plant List (27 mai 2016) :
- Tragopogon dubius subsp. desertorum (Lindem.) Tzvelev
- Tragopogon dubius subsp. major (Jacq.) Vollm.